# 安井村 (鳥取県)
安井村（やすいそん）は、鳥取県日野郡にあった村。現在の日野郡日野町の一部にあたる。

## 地理
- 河川：日野川[3]

## 歴史
- 1889年（明治22年）10月1日、町村制の施行により、日野郡下榎村、津地村、野田村、舟場村、安原村が合併して村制施行し、安井村が発足[1][2]。旧村名を継承した下榎、津地、野田、舟場、安原の5大字を編成[2]。日野郡渡村と組合村を結成した[2]。
- 1913年（大正2年）9月1日、日野郡渡村と合併し日野村を新設して廃止された[1][2]。合併後、日野村大字下榎・津地・野田・舟場・安原となる[2]。

## 産業
- 農業[3]

## 教育
- 1890年（明治23年）根雨尋常小学校から分離し野田簡易小学校開校[3]。1892年（明治25年）野田簡易小学校を廃止し、大字津地に安井村立尋常小学校を設立[2]。1906年（明治39年）農業補習学校を付設[2]。